# Эванджелисти, Франко
Франко Эванджелисти (итал. Franco Evangelisti; 10 февраля 1923, Алатри, Королевство Италия — 11 ноября 1993, Рим, Италия) — итальянский политик, государственный деятель и спортивный менеджер. Был четырежды секретарём аппарата Правительства Италии, министром морского флота (1979—1980). Был президентом футбольного клуба Рома (1965—1968), при котором клуб был спасен от банкротства и преобразован в акционерное общество.

## Биография
В молодости был членом Итальянской республиканской партии. С 1964 по 1965 избирался мэром родного города Алатри от Христианско-демократической партии.
Был членом Палаты депутатов Италии с IV по VIII созывы, после чего избирался членом Сената Италии IX и X созывов. На протяжении десятилетий входил во фракцию «Весна» (итал. Primavera) в Христианско-демократической партии (название придумано Эванджелисти, на манер названия молодежных футбольных команд в Италии), его называли правой рукой лидера фракции Джулио Андреотти.

## Карьера в спорте
Эванджелисти стал президентом футбольного клуба Рома в 1965 году, когда клуб находился на пути к банкротству. На посту предпринял активные действия по исправлению финансового положения, продав нескольких игроков и преобразовав клуб в акционерное общество в 1967 году.
Также был президентом футбольного клуба своего родного города Алатри (итал. Alatri Calcio), при нем в 1966 году клуб поднялся в Серию Д.
С 1969 по 1981 был президентом Итальянской федерации бокса (FPI).

## Семья
Брат — Джилберто Эванджелисти, спортивный журналист канала RAI

## В искусстве
- В фильме Паоло Соррентино «Изумительный» (2008 г.) персонажа Франко Эванджелисти играет актёр Флавио Буччи.